# 上法伊奇山

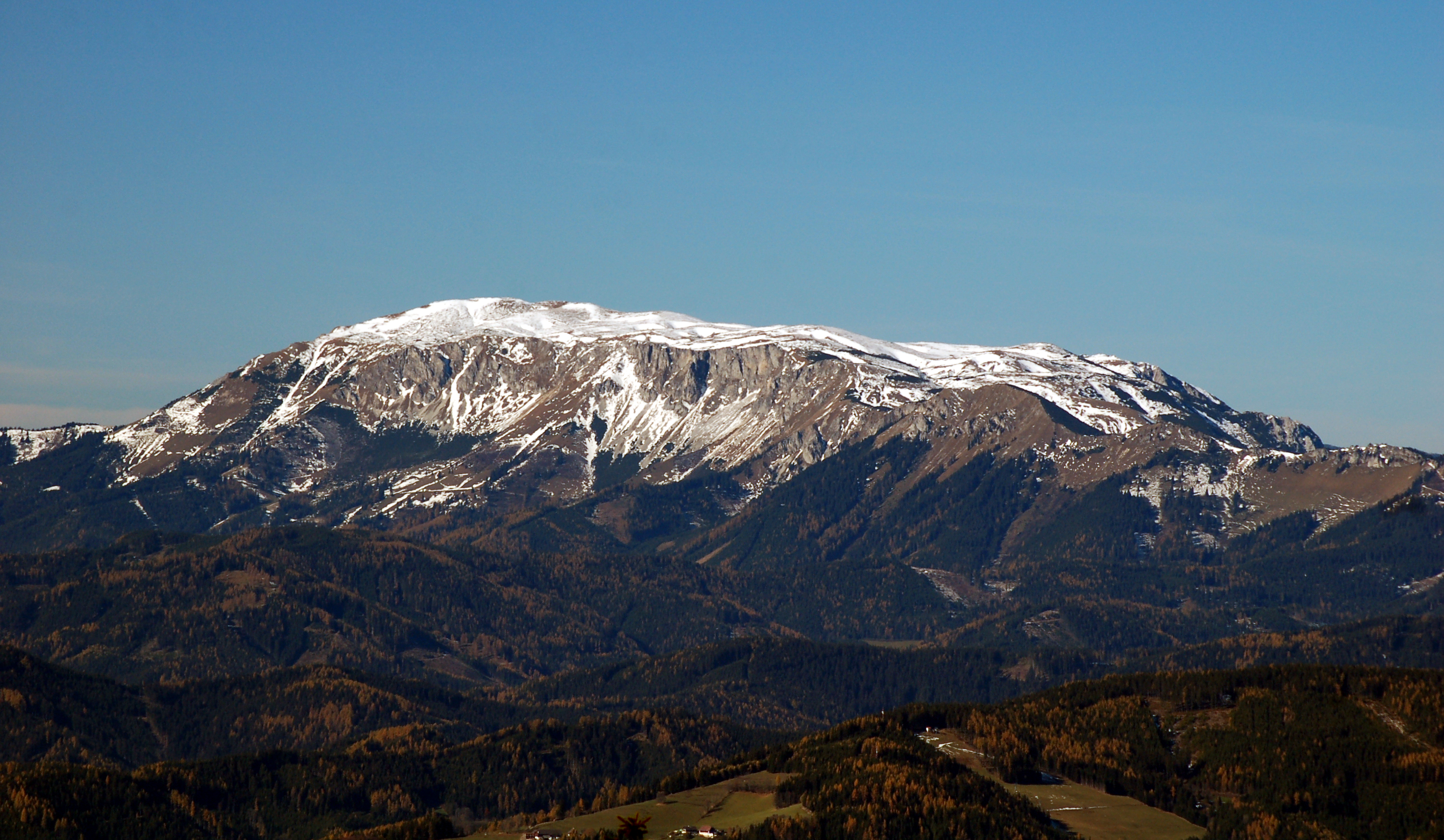

47°38′49″N 15°24′22″E / 47.64694°N 15.40611°E
上法伊奇山（德語：Hohe Veitsch），是奧地利的山峰，位於該國東南部，由施泰爾馬克州負責管轄，屬於米爾茨施泰格阿爾卑斯山脈的一部分，海拔高度1,981米。